# Каниц, Август
А́гошт (А́вгуст) Ка́ниц (венг. Kanitz Ágost, нем. August Kanitz, 1843—1897) — венгерский ботаник.

## Биография
Агошт Каниц родился в городе Лугож 25 апреля 1843 года в еврейской семье (позднее, уже в зрелом возрасте, он принял христианство). В 1861 году поступил в Венский университет, где учился у Августа Найльрайха, в Тюбингенском университете получил степень доктора философии. В 1869—1872 работал профессором естественных наук в Мошонмадьяроваре. В 1872 году Каниц был назначен профессором ботаники только что образованного Клаузенбургского университета (Клужский университет Бабеша-Больяй), занимался организацией его гербария. В 1887—1888 Каниц был ректором университета, в 1876—1877, 1881—1881 и 1895—1896 — деканом факультета математики и естественных наук.
В 1877 году Каниц основал венгерский ботанический журнал Magyar Növénytani Lapok, работал его главным редактором до 1892 года. Каниц занимался изданием рукописей, оставшихся после смерти П. Китайбеля, Я. Хойффеля, А. Гризебаха, Й. Лерхенфельда.
Скончался Агошт Каниц 12 июля 1897 года в Клуже.
Основной гербарий А. Каница хранится в Венгерском музее естественной истории в Будапеште (BP).

## Некоторые научные публикации
- Kanitz, A. Reliquiae Kitaibelianae. — Vindobonae, 1862—1863. — 199 p.
- Kanitz, A. Geschichte der Botanik in Ungarn. — Hannover, 1863. — 199 p.
- Kitaibel, P.; Kanitz, A. Additamenta ad floram Hungaricam. — Halis Saxonum, 1864. — 338 p.
- Kanitz, A. Geschichte der ungarischen Botanik. — Halle, 1865. — 264 p.
- Kanitz, A.; Schulzer, S.; Knapp, J.A. Die bisher bekannten Pflanzen Slavoniens. — Wien, 1866. — 172 p.
- Kanitz, A. A magyar tartományok növémyzeti viszonyai. — Pest, 1866. — 112 p.
- Kanitz, A. Plantas Romaniæ hucusque cognitas. — Claudopoli, 1879—1881. — 268 p.

## Некоторые виды растений, названные в честь А. Каница
- Centaurea kanitziana Janka ex D.Brândză, 1884
- Lactuca kanitziana Martelli, 1883